# Enrico Pontremoli
Enrico Graziadio Pontremoli (Vercelli, 5 marzo 1855 – Milano, 12 marzo 1928) è stato un dirigente d'azienda, imprenditore e ingegnere italiano, fondatore e primo direttore delle Assicurazioni Generali in Grecia con sede ad Atene.  Ha lavorato insieme al barone Evan George Mackenzie in Alleanza Assicurazioni e in Ausonia Assicurazioni nel 1898, della quale fu direttore generale sino al 1902.

## Biografia
Enrico Pontremoli nacque a Vercelli da Esdra Pontremoli (nato a Chieri nel 1818 e morto a Vercelli nel 1888), importante figura della comunità ebraica di Vercelli, e da Anna Vittoria Castelfranco (nata a Modena il 10 aprile 1824 e morta a Milano il 9 marzo del 1900), esponente di una nobile famiglia di banchieri della Corte di Modena. Era zio di Aldo Pontremoli, Mario Pontremoli e nipote del pittore Raffaele Pontremoli. Sposò Ada Luzzatti, figlia del ministro Luigi Luzzatti e diretta discendente di Samuele Della Vida, uno dei fondatori e primo consigliere delegato delle Assicurazioni Generali. Da Ada ebbe tre figli: Pio Umberto Pontremoli (che sposerà Norah Modigliani, figlia di Ettore Modigliani), Anna Vittoria ed Amelia. Quest'ultima nel 1944 fu arrestata a Firenze e deportata nel campo di sterminio di Auschwitz dal quale non fece più ritorno.
Dopo aver concluso il liceo si iscrisse all'università, facoltà di ingegneria, ove si laureò con pieni voti. Sin da giovanissimo cominciò a lavorare per le assicurazione, dapprima in Vercelli ed in seguito a Torino in qualità di direttore divisionale di tutto il Piemonte della Compagnia francese incendi L'Aquila. Ritiratosi da questo incarico iniziò a lavorare per la società Assicurazioni Generali e verso la fine del 1800 si rese partecipe della fondazione della filiale delle Assicurazioni Generali di Atene e ne divenne direttore generale. Contemporaneamente il fratello Pio Alessandro aveva fondato l'Anonima Grandine, la prima società di assicurazione contro la grandine. Nel 1898, trasferitosi in Genova, lavora insieme al barone Evan George Mackenzie nella società Alleanza Assicurazioni, della quale diventò direttore generale.

## Onorificenze
Onorificenze italiane
Onorificenze straniere